# Reprezentacja Andory w piłce siatkowej kobiet
Reprezentacja Andory w piłce siatkowej kobiet – narodowa reprezentacja tego kraju, reprezentująca go na arenie międzynarodowej.

## Mistrzostwa Europy
Drużyna jeszcze nigdy nie wystąpiła na Mistrzostwach Europy.

## Igrzyska małych państw Europy
| Rok  | Kraj          | Miejsce      |
| ---- | ------------- | ------------ |
| 1989 | Cypr          | ?            |
| 1991 | Andora        | ?            |
| 1993 | Malta         | ?            |
| 1995 | Luksemburg    | ?            |
| 1997 | Islandia      | ?            |
| 1999 | Liechtenstein | ?            |
| 2001 | San Marino    | ?            |
| 2003 | Malta         | brak udziału |
| 2005 | Andora        | brak udziału |
| 2007 | Monako        | brak udziału |
| 2009 | Cypr          | brak udziału |
| 2011 | Liechtenstein | brak udziału |
| 2013 | Luksemburg    | brak udziału |